# Province de Cauquenes
Pour les articles homonymes, voir Cauquenes.
La province chilienne de Cauquenes est une des quatre provinces de la région du Maule. La population active y travaille principalement dans le secteur agricole, notamment viticole.

## Communes
La province comprend les trois communes suivantes : 
- Cauquenes
- Chanco
- Pelluhue